# NCIS: Sydney
Pour les articles homonymes, voir NCIS.
NCIS: Hawai'i NCIS: Origins
NCIS: Sydney est une série télévisée policière australienne, créée par Morgan O'Neill, dérivée de NCIS : Enquêtes spéciales, et diffusée depuis le 10 novembre 2023 sur Paramount+ et sur Network 10. Elle est aussi diffusée depuis le 14 novembre 2023 sur le réseau CBS aux États-Unis.
Il s'agit de la cinquième série de la franchise NCIS, et la seconde de la franchise à ne pas être introduite par un backdoor pilot.
En France, la série est diffusée à partir du 18 janvier 2024 sur Paramount+. Elle reste cependant inédite dans les autres pays francophones.

## Synopsis
Des agents spéciaux du NCIS enquêtent aux côtés d'agents de l'Australian Federal Police (AFP) sur des crimes concernant la Marine sur le sol australien. Ils « joignent leur force pour travailler sur des crimes dans la partie de l'océan la plus disputée de la planète ».

## Distribution

### Acteurs principaux
- Olivia Swann (VF : Géraldine Asselin) : Michelle Mackey, agent spécial du NCIS
- Todd Lasance (VF : Damien Ferrette) : Jim « JD » Dempsey, sergent de la Police fédérale australienne (AFP)
- Sean Sagar (VF : Mike Fédée) : DeShawn Jackson, agent spécial du NCIS
- Tuuli Narkle (VF : Charlotte Marin) : Evie Cooper, agent de liaison de l'AFP
- Mavournee Hazel (en) (VF : Noémie Orphelin) : Bluebird « Blue » Gleeson, spécialiste en médecine légale de l'AFP
- William McInnes (VF : Patrick Bonnel) : Roy « Rosie » Penrose, médecin légiste de l'AFP

### Invités
- Daniela Farinacci (en) (VF : Bénédicte Charton) : Susan Quinn, Ministre des affaires étrangères (saison 1, épisode 1)
- Lewis Fitz-Gerald (VF : Jean-Bernard Guillard) : le colonel Richard Rankin (saison 1, épisodes 1, 3 et 8)
- Georgina Haig (VF : Ingrid Donnadieu) : Ana Niemus (saison 1, épisodes 1, 7 et 8)
- Bert La Bonté (en) (VF : Éric Marchal) : Ken Carter, agent spécial du NCIS (saison 1, épisodes 1 et 8)
- Jackson Heywood : Sergent Brent (saison 2, épisode 1)[3]
- Andrea Solonge : Corporal Britney Wright  (saison 2, épisode 2)[4]

Version française dirigée par Philippe Blanc au studio Transperfect Média, d'après une adaptation des dialogues de Jérôme Dalotel et Hélène Jaffrès.
 Source et légende : version française (VF) sur RS Doublage

## Production

### Fiche technique
- Titre original : NCIS: Sydney
- Créateur : Morgan O'Neill
- Réalisateurs : Shawn Seet, David Caesar (en), Kriv Stenders et Catherine Millar
- Scénaristes : Morgan O'Neill, Andrew Anastasios, Tamara Asmar, Michael Miller, James Cripps, Clare Sladden et Kim Ho
- Casting : Ann Fay et Leigh Pickford
- Direction artistique : Michelle Nagy
- Photographie : Geoffrey Hall
- Montage : Chris Plummer
- Musique : Roger Mason (en)
- Décors : Tom Coppola
- Costumes : Edie Kurzer
- Producteur : Michele Bennett
- Producteurs exécutifs : Rick Maier, Lindsey Martin, Morgan O'Neill, Sara Richardson et Sue Seeary
- Producteur associé : Fiona McConaghy
- Sociétés de productions : CBS Studios, Endemol Shine Australie, Network 10 et Paramount Australia Productions
- Sociétés de distribution : 
  - Paramount+ (Australie & États-Unis, 2023 ; France, 2024)
  - Network 10 (Australie, 2023)
  - CBS (États-Unis)
  - TVNZ (Nouvelle-Zélande)
  - Global (Canada)
- Langue : Anglais
- Année de création : 2023
- Pays d'origine :  Australie
- Format : couleurs — 16:9 HD (1080i) Arri Alexa et Panavision Genesis — son : Dolby Digital

### Production
Le 16 février 2022, il est annoncé qu'une série dérivée de NCIS se déroulant en Australie, à Sydney, est en préparation. Le producteur australien Shane Brennan, qui avait créé et produit NCIS : Los Angeles, est attaché au projet,.
La série est créée par Morgan O'Neill, qui officie en tant que producteur exécutif aux côtés de Sara Richardson et Sue Seeary. Il est également auteur au sein de la série.
Le 19 mars 2024, la série est renouvelée pour une deuxième saison.
Le 20 février 2025, CBS annonce le renouvellement de la série pour une troisième saison.

### Attribution des rôles
Les deux acteurs principaux sont Olivia Swann, qui interprète l'agent spécial du NCIS Michelle Mackey, et Todd Lasance, qui incarne son homologue, l'agent Jim « JD » Dempsey, de la police fédérale australienne. Sean Sagar joue l'agent du NCIS DeShawn Jackson, et Tuuli Narkle l'agent de liaison Evie Cooper. Mavourne Hazel et William McInnes interprètent respectivement les médecins légistes Bluebird « Blue » Gleeson et le docteur Roy Penrose,.

### Tournage
Le tournage commence début mai 2023 près de Sydney, à North Bondi (en),. Peu avant le début de la saison 2, il est annoncé que deux des épisodes ont été tournés dans les alentours de Darwin.

## Épisodes

### Première saison (2023)
La première saison est constituée de huit épisodes. Sa diffusion débute le 10 novembre en Australie et le 14 novembre 2023 sur CBS. Le dernier épisode de la saison est diffusé le 29 décembre en Australie.
1. Radiations mortelles (Gone Fission)
2. La Morsure du serpent (Snakes in the Grass)
3. Frères d'armes (Brothers in Arms)
4. Un héros disparu (Ghosted)
5. Un après-midi de chien (Doggiecino Day Afternoon)
6. Extraction (Extraction)
7. Le Bunker (Bunker Down)
8. Une blonde ambitieuse (Blonde Ambition)

### Deuxième saison (2025)
Cette saison de dix épisodes est prévue pour le 7 février 2025 sur CBS.
1. Frappés au cœur (Heart Starter)
2. Pirates du Pacifique (Fire in the Hole)
3. Jeu d'espions (Back in the USSR)
4. Une vérité explosive (Truth Sabre)
5. Monnaie d'échange (Shucked)
6. Frères de larmes (Hell Weak)
7. Breathless
8. Blood Is Thicker Than Vodka
9. Mango Madness
10. Sting in the Tail

### Troisième saison (2025)
La diffusion de cette saison débute le 14 octobre 2025 sur CBS.

## Audiences
Diffusée aux États-Unis durant la grève de la Writers Guild of America de 2023, la série obtient une audience de 10 millions de téléspectateurs sur CBS et Paramount+ lors de son lancement. Elle obtient alors le record de visionnage pour une série CBS diffusée sur Paramount+. Le dernier épisode de la saison 1 est le deuxième épisode le plus vu de la série après l'épisode inaugural, se classant en tête des programmes les plus vus le mardi aux États-Unis, le 16 janvier 2024.
En Australie, la série devient la production locale la plus regardée depuis le lancement de Paramount+.

## Accueil critique
Sur le site Rotten Tomatoes, la série obtient 73 % d'avis positifs pour 11 critiques. Elle obtient une note de 5,9 sur 10 sur IMDb sur plus de 3 100 notes. Sur Allociné, la série obtient une moyenne de 3,2 sur 5 pour un total de 47 critiques. Sur Metacritic, elle reçoit la note de 54 sur 100 pour 8 notes.
Le 18 janvier 2024, la série est disponible sur Paramount+ en France. Les avis de la presse française sont mitigés, mais « tout est fait pour que les habitués s'y retrouvent » selon Télé-Loisirs. Selon Allociné, « la série reprend tous les codes de la franchise ». Selon Joel Keller de Decider, le fait que NCIS: Sydney reprenne de nombreux codes de la série principale « pose problème pour lui permettre de se distinguer au sein de la franchise », de même qu'il qualifie l'écriture des dialogues de « maladroite ». Il déclare cependant qu'il y a de l'espoir pour que la série parvienne à trouver progressivement sa propre identité.